# آیدان استون

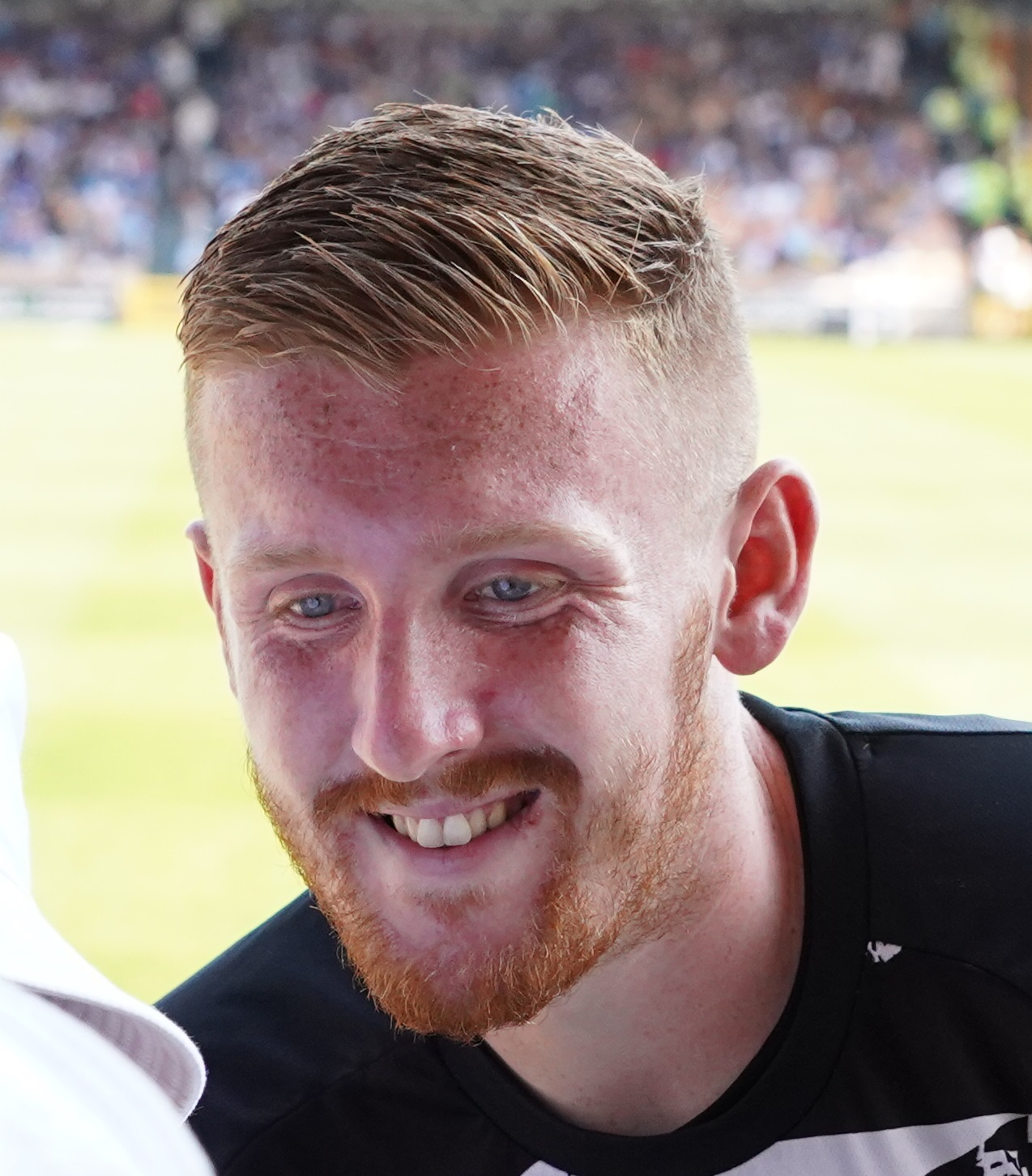
آیدان استون در سال ۲۰۲۲

آیدان استون (انگلیسی: Aidan Stone؛ زادهٔ ۲۰ ژوئیهٔ ۱۹۹۹) بازیکن فوتبال اهل بریتانیا است.
از باشگاه‌هایی که در آن بازی کرده‌است می‌توان به باشگاه فوتبال برنلی اشاره کرد.
وی همچنین در تیم ملی فوتبال England Schoolboys U18 بازی کرده‌است.